# Acqua Vergine (Rom)

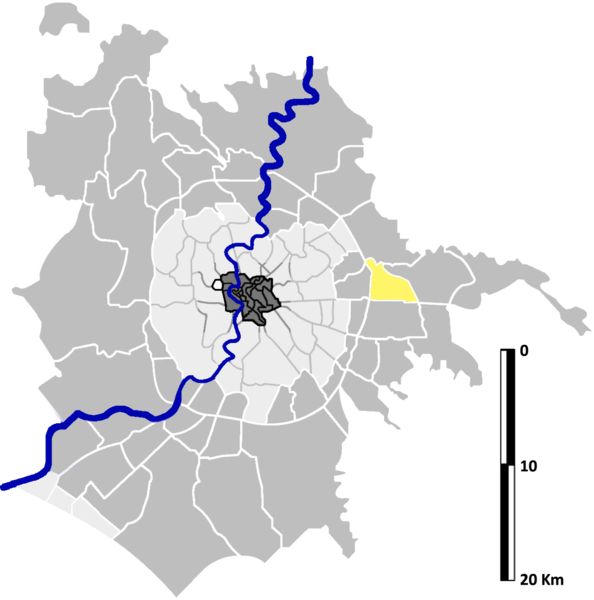
Lage von Acqua Vergine in Rom

Acqua Vergine bezeichnet die neunte Zone, abgekürzt als Z.IX, der italienischen Hauptstadt Rom. Im Gegensatz zu den Rioni, Quartieri und Suburbi sind es die ländlicheren Gebiete von Rom. Sie gehört zum Municipio IV und VI zählt 6633 Einwohner (2016). Sie befindet sich im Osten der Stadt außerhalb der römischen Ringautobahn A90 und hat eine Fläche von 9,7176 km². Die Zona ist nach dem Aquädukt Aqua Virgo benannt, der durch das Gebiet verläuft. Nach der Renovierung durch Papst Nikolaus V. wurde der Aquedukt auf Italienisch Acqua Vergine genannt.

## Geschichte
Acqua Vergine wurde am 13. September 1961 durch Beschluss des Commissario Straordinario gegründet. Damals wurde der Ager Romanus in 59 Zonen geteilt, denen eine römische Zahl zugeteilt und ein Z vorgestellt wurde. Davon wurden sechs an die neugegründete Gemeinde Fiumicino komplett ausgegliedert und drei weitere teilweise.

## Besondere Orte
- Aqua Virgo